# New Richland
New Richland é uma cidade localizada no estado americano de Minnesota, no Condado de Waseca.

## Demografia
Segundo o censo americano de 2000, a sua população era de 1197 habitantes.
Em 2006, foi estimada uma população de 1161, um decréscimo de 36 (-3.0%).

## Geografia
De acordo com o United States Census Bureau tem uma área de
1,5 km², dos quais 1,5 km² cobertos por terra e 0,0 km² cobertos por água. New Richland localiza-se a aproximadamente 360 m acima do nível do mar.

## Localidades na vizinhança
O diagrama seguinte representa as localidades num raio de 20 km ao redor de New Richland.